# 克莱顿 (加利福尼亚州)
克莱顿（英語：Clayton），是美国加利福尼亚州康特拉科斯塔县下属的一个城市。于1964年3月18日建市。城市面积约为9.9平方公里，根据2010年美国人口普查，该市有人口10,897人。